# نوربرت فراوخستراته
نوربرت فراوخستراته (انگلیسی: Norbert Verougstraete; ۱۶ دسامبر ۱۹۳۴ – ۱۷ فوریهٔ ۲۰۱۶) دوچرخه‌سوار اهل بلژیک بود.